# Казачков, Евгений Борисович
Евгений Борисович Казачков (род. 24 ноября 1981, Мытищи, Московская область) — российский сценарист, драматург, педагог, арт-директор фестиваля «Любимовка», соорганизатор сообщества сценаристов «Сценарный Цех», участник Союза Писателей Москвы.

## Биография
Евгений Казачков родился 24 ноября 1981 года. Окончил факультет менеджмента ГУ-ВШЭ. Сначала разрабатывал концепции рекламных кампаний и сценарии роликов в рекламных агентствах, затем придумывал скетчи для телепередач и сценарии короткометражных фильмов. Его документальные пьесы «Олег Кулик. Игра на барабанах» и «Бронислав Виногродский. Исцеление переводом» из цикла «Человек.doc» поставлены на сцене театра «Практика» и Театрального пространства клуба «Мастерская». В 2011 году прошёл курс сценарного мастерства в New York Film Academy в Лос-Анджелесе.
Виктория Привалова срежиссировала спектакль «Мам, привет» по сценарию Казачкова, и вместе они выступили в качестве художников. В интернет-издание The City проект был назван «одним из самых интересных событий московского театрального сезона», работа была названа «изобретательной» и «максимально честно» рассказывающей «об отношениях российских миллениалов с их мамами, которые росли в СССР и часто не представляли себе никаких методов воспитания, кроме советских».
С 2022 года женат на известной журналистке Ирине Шихман.

## Фильмография

### Кино
| Год  | Название                           |
| ---- | ---------------------------------- |
| 2006 | Эспрессо                           |
| 2010 | Свадьба по обмену                  |
| 2020 | Пальма                             |
| 2023 | Оранжевая корова. Тайна Единорогих |

### Телевидение
| Год       | Название                    |
| --------- | --------------------------- |
| 2009      | Люди Шпака                  |
| 2010      | Москва. Центральный округ 3 |
| 2011—2012 | Товарищи полицейские        |
| 2012      | Побег 2                     |
| 2013      | Бесценная любовь            |
| 2014      | Кости                       |
| 2015      | Москва. Центральный округ 4 |

## Награды и номинации
| Год  | Премия                                  | Категория                       | Номинант      | Результат | Ист.  |
| ---- | --------------------------------------- | ------------------------------- | ------------- | --------- | ----- |
| 2013 | Первая премия фестиваля «Текстура-2013» | Пьеса СегоДня                   | «Топливо»     | Победа    | [ 6 ] |
| 2020 | «Золотая Маска»                         | Лучший спектакль в эксперименте | «Мам, привет» | Номинация | [ 5 ] |
| 2020 | «Золотая Маска»                         | Лучшая работа драматурга        | «Мам, привет» | Номинация | [ 5 ] |